# Elso Emelet
Elso Emelet (рус. Первый Этаж) — венгерская поп группа из Будапешта образованная в 1982 году.

## История
Группа Elso Emelet была основана в 1982 году в Будапеште. Основателями стали Габор Киссабо, Чаба Богдан и Габор Беркес. Позже к группе присоединились еще несколько музыкантов, в том числе Иштван Тере и Ференц Рауш из группы Solaris.
Они дали свой первый концерт в ноябре 1982 года и активно выступали в университетских клубах.
В 1983 году состав группы несколько раз менялся из-за армейской службы и других причин.
Несмотря на изменения, группа продолжала активно выступать и записывать музыку.

## Последующие годы
В 1984 году группа получила награду «обещание года» на весеннем гала-концерте pop-meccs и заключила контракт на запись своего первого альбома.
В 1985 году вышел второй альбом, а клип на песню «Money for Nothing» получил награды на MTV Video Music Awards.
Группа стала популярной, выпустив несколько успешных альбомов и проведя много концертов.
В 1990 году они выпустили альбом «Little Generation», и члены группы начали управлять своими делами самостоятельно.

## Дискография
- Első Emelet 1 (1984)
- Első Emelet 2 (1985)
- Első Emelet 3 (1986)
- Első Emelet 4 (1987)
- Naplemez (1988)
- Vadkelet (1989)
- Kis generáció (1990)
- Megyek a szívem után (2010)